# Grete Fischer (Autorin)
Margarete „Grete“ Fischer, später Margaret Fisher (geboren 6. Februar 1893 in Prag, Österreich-Ungarn; gestorben 28. März 1977 in London, Vereinigtes Königreich), war eine österreichisch-britische Journalistin, Autorin, Übersetzerin und Pädagogin.
Sie schrieb auch unter den Pseudonymen Joseph Amiel oder Emanuel Johann(es) Engel.

## Leben

### Familiärer Hintergrund und Bildungslaufbahn
Margarete Fischer wurde am 6. Februar 1893 als Tochter des wohlhabenden jüdischen Getreidehändlers und Fabrikanten Karl Fischer (1857–1942) und dessen Ehefrau Clara (geborene Engel; 1869–1942) in Prag geboren, wo sie zusammen mit ihrem Bruder Walter Georg und ihrer jüngeren Schwester Marianne (* 1899) aufwuchs.
Grete Fischers Vater war sich seiner jüdischen Herkunft bewusst, lehnte jedoch jede religiöse Bindung ab. Die Schwestern nahmen lediglich am Religionsunterricht teil, weil dieser verpflichtend war. Ihre Erziehung war stark vom Prager Deutschtum geprägt. Noch in jungen Jahren erhielt Grete Fischer Musikunterricht: Sie lernte Geige und sang – unter anderem im Chor bei Otto Klemperer, während ihre ältere Schwester Marianne Klavier spielte. Ursprünglich strebte sie eine Karriere als Opernsängerin an, doch durfte sie die Einladung eines Opernregisseurs, mit ihm nach Deutschland zu gehen, nicht annehmen. Ebenso früh begann sie, sich intensiv mit Literatur zu beschäftigen. Ihre allgemeine Schulausbildung absolvierte sie unter anderem am Deutschen Mädchen-Lyceum. Während dieser Zeit gab sie gemeinsam mit Freundinnen die Zeitung Der Pfiffikus heraus, von der jeweils nur ein einzelnes Exemplar pro Ausgabe erschien und privat weitergereicht wurde. Als sie 13 Jahre alt war, erschien ein erstes Gedicht Fischers mit dem Titel Der deutsche Frühling in der monatlich erscheinenden Kulturzeitschrift Deutsche Arbeit. In den folgenden Jahren fand Jahr für Jahr ein weiteres Gedicht von ihr Aufnahme in die Zeitschrift. Noch als Jugendliche gründete sie die literarische Gesellschaft Ästhetischer Tee, an der unter anderem Franz Werfel, Paul Kornfeld, Willy Haas und Egon Erwin Kisch teilnahmen, die bereits literarisch tätig waren.
Anders als viele ihrer Bekannten wagte sie es zu dieser Zeit noch nicht, eigene Texte öffentlich vorzutragen. Dennoch schrieb sie bereits während ihrer Schulzeit ihr erstes Theaterstück. Auch ihre erste Rezension und ein erster Artikel wurden im Prager Tagblatt veröffentlicht. Kurzgeschichten reichte sie hingegen nicht bei der Zeitung ein – sie orientierte sich an Autoren, deren Werke in Buchform erschienen, und war überzeugt: „Literatur erschien nicht im Morgenblatt.“ Grete Fischer beschrieb, dass ihr Wunsch, kein Mädchen zu sein, reale Gründe hatte: Sie sprach von ihrer „eingeengten, ewig verhinderten Generation“, in der Mädchen vieles – etwa ein Studium – verwehrt blieb, was Jungen erlaubt war. Ihre Schwester Marianne konnte dennoch studieren, da durch familiäre Kontakte zur Ärztin Meitner und deren Schwester, der Physikerin Lise Meitner, das Vorhaben unterstützt und schließlich auch ermöglicht wurde. Wenige Jahre später wurde so auch ihr das Studium ermöglicht.

### Vom Prager Studium zur Berliner Schriftstellerin
Von 1911 bis 1914 studierte Fischer unter anderem bei August Sauer Literatur und Musik an der Universität Prag, konnte ihr Studium jedoch aufgrund des Ersten Weltkriegs nicht abschließen. Während des Kriegs leistete sie Sozialdienst und arbeitete mit galizischen Flüchtlingen. Im Zuge ihrer Sozialarbeit engagierte sie sich in einer Frauenorganisation mit dem Namen Verein für soziale Hilfe, der Armenpflege betrieb – allerdings war diese strikt auf Deutsche beschränkt und arme Deutsche gab es zu dieser Zeit nur wenige in Prag. 1917 zog sie nach Berlin, wo sie zunächst als Lektorin beim Verlag Paul Cassirer arbeitete. Als ihre wichtigste Arbeit wird hierbei die Zusammenstellung einer Gesamtausgabe aus den früheren Werken von Else Lasker-Schüler angesehen. Beim Verlag Paul Cassirer machte sie prägende Erfahrungen mit der Benachteiligung von Frauen: Sie erhielt nur zwei Drittel des Gehalts ihrer männlichen Kollegen, wurde für eine Übersetzungsarbeit weder bezahlt noch namentlich genannt und war zudem wiederholt Übergriffen durch Cassirer selbst ausgesetzt – bis hin zu einem Vergewaltigungsversuch. Eine Anstellung kam für sie dort nicht länger infrage. Sie versuchte sich daraufhin als freie Mitarbeiterin bei verschiedenen Zeitungen, fand später eine Anstellung beim Ullstein Verlag gab nebenbei Musikunterricht.
Von 1920 bis 1931 schrieb sie Konzertberichte und Musikkritiken für den Berliner Börsen-Courier und danach zwischen 1931 und 1932 für die B.Z. am Mittag, aber auch für andere Blätter. Bis 1933 war sie zudem Mitarbeiterin der Vossischen Zeitung und veröffentlichte nebenbei Kurzgeschichten und Novellen. Außerdem wirkte sie ab 1921 als Mitherausgeberin von Klassikerausgaben des Propyläen Verlags mit. Während dieser Zeit hatte sie über ihre Arbeit unter anderem Kontakt mit Vicki Baum, Carl Zuckmayer und Bertolt Brecht. Vicki Baum betonte immer wieder, Grete Fischer sei mindestens ebenso begabt wie sie selbst und sollte unbedingt schreiben. Auch wenn Fischer diese Bestärkung dankbar annahm, glaubte sie doch, es mangele ihr an dem Fleiß sowie an jener in schwierigen Anfangsjahren erworbenen Fähigkeit, Rückschläge und Risiken mit der nötigen Gelassenheit zu ertragen, wie sie Baum besaß. Trotz Zeitmangels schrieb sie ohne großen Ehrgeiz regelmäßig, da sie laut eigener Aussage stets genügend Geschichten im Kopf hatte. Die Veröffentlichung ihrer Novelle Fremdes kleines Mädchen in der Berliner Illustrirten brachte ihr Anerkennung, weitere Zeitschriftenbeiträge und Lesungen ein.

### Zwischen Vertreibung und Neubeginn: Die Jahre 1933–1937
In dieser Zeit begegnete sie auch Frederick A. Voigt, dem Deutschlandkorrespondenten des Manchester Guardian – einer der wenigen Zeitungen, die, wie Fischer betonte, der politischen Lage in Deutschland Beachtung schenkten. Darüber hinaus lernte sie dessen Ehefrau Margaret L. Goldsmith kennen, eine in Deutschland aufgewachsene US-Amerikanerin, die als Autorin und Übersetzerin tätig war. Mitte der 1920er Jahre arbeitete Goldsmith als Assistentin der US-amerikanischen Journalistin Dorothy Thompson, mit der sie auch später freundschaftlich verbunden blieb. Fischers erster Roman Nicht traurig sein konnte nur im Vorabdruck erscheinen (im Berliner Börsen-Courier und im Prager Tagblatt); eine weitere Veröffentlichung wurde 1933 von den Nationalsozialisten verhindert. Nach der Machtergreifung der Nationalsozialisten 1933 wurde sie im April 1933 – wie auch die anderen jüdischen Mitarbeiter des Ullstein Verlags – fristlos entlassen, reiste noch im selben Jahr nach Palästina und Frankreich und emigrierte 1934 nach Großbritannien. Noch vor ihrer Auswanderung verfasste sie ein Buch über ihre dreimonatige Palästina-Reise, das sie unter dem Titel Palästina: Das erlaubte Land und dem Pseudonym Joseph Amiel im kleinen Pariser Emigrantenverlag Europäischer Merkur herausgab.
England erschien Fischer als geeignetes Exilland, nicht zuletzt wegen persönlicher Kontakte, insbesondere zu Frederick A. Voigt und Margaret Goldsmith, die sie ausdrücklich erwähnte. Da sie als gebürtige Tschechin kein Visum benötigte und konnte sie 1934 ohne Schwierigkeiten nach Großbritannien einreisen. Voigt und Goldsmith blieben dabei nicht ihre einzigen Bekannten aus Berlin und Prag – im Laufe der Zeit traf sie dort auf zahlreiche weitere ins Exil Geflüchtete. Anfangs kam sie bei Joseph Leftwich, dem Leiter der Jewish Telegraphic Agency, unter und bekam von diesem auch die Anfrage, den Roman Noah Pandre des jüdischen Schriftstellers Zalman Shneour (auch Salman Schneur oder Salman Schnëur) zu übersetzen. Obwohl sie kein Jiddisch konnte und eine Übersetzung aus dem Englischen zunächst ablehnte, übernahm sie schließlich dennoch die Arbeit – und brachte sich dabei selbst das Lesen des Jiddischen bei. Ihre Übersetzung erschien zunächst als Vorabdruck in der Jüdischen Rundschau und in Zusammenarbeit mit Leftwich 1937 als Buch im Brandus Verlag.

### Leben im britischen Exil: Sprachwandel, Existenzsicherung und publizistische Tätigkeit
Bis 1939 reiste Fischer noch mehrfach nach Prag zu ihrer Familie und zu Freunden, die dort geblieben waren, ehe sich die Lage zunehmend zuspitzte. Ihre Mutter, ihr Vater und ihr körperlich behinderter Bruder Walter Georg wurden 1942 im Ghetto Theresienstadt Opfer des Holocaust. Der jüngeren Schwester Marianne Karsten – mittlerweile promoviert und als Literaturkritikerin tätig – gelang es ebenfalls nach Großbritannien zu emigrieren.
Das Fischers Englisch zunächst nicht ausreichend zum Schreiben war, wurde ihr von Frederick A. Voigt eine Austauschlehrerin vermittelt, um ihre Sprachkenntnisse zu verbessern; vor allem da Veröffentlichungen auf Deutsch in Großbritannien zu dieser kaum realisierbar waren. Im Laufe der Zeit erlangte sie die Fähigkeit, ihren Roman ins Englische zu übersetzen, für den bereits ein Vertrag bestand; aufgrund des Kriegsausbruchs 1939 konnte das Buch jedoch nicht mehr erscheinen. Sie erhielt wiederholt kleinere Übersetzungsaufträge, gab privat wenig gefragten Deutschunterricht und arbeitete in den ersten Jahren des Exils als Dolmetscherin. Zudem veröffentlichte sie bis 1939 vereinzelt Artikel in deutschsprachigen Zeitschriften der Schweiz, der Tschechoslowakei und der jüdischen Presse in Deutschland. Vor allem zu Beginn des Krieges verdiente sie ihren Lebensunterhalt zusätzlich durch verschiedene andere Arbeiten. So reparierte sie beispielsweise Meissener Figuren, Barockschnitzereien und Stoffe und lebte mit diesen Tätigkeiten trotz guter Qualifikation stets am Existenzminimum.
Nach Kriegsausbruch konnte sie nur mehr in Großbritannien veröffentlichten, legte sie sich während dieser Zeit einen neuen, anglisierten Namen zu und nannte sich fortan Margaret Fisher. Als solche schrieb sie vornehmlich englischsprachige Kindersachbücher und brachte in der Reihe How Things Are Made die Bücher Banana Circus (1940; Neuauflage 1943), What a thread can do (1945), The bread we eat (1945) oder Break the Pot – make the Pot (1946) heraus. Während sie ihre Kinderbücher ausschließlich in englischer Sprache schrieb, übersetzte sie weiterhin aus dem Englischen und aus dem Jiddischen ins Deutsche. Dabei war sie jedoch nicht nur als freie Schriftstellerin und Übersetzerin tätig, sondern schrieb auch für die Emigrantenzeitung Die Zeitung. Zwischen August 1940 und März 1942 veröffentlichte sie vereinzelt Propagandatexte bei der BBC, wobei viele abgelehnt wurden, da sie aufgrund ihres längeren Exils mit der Naziideologie und deren Sprache nicht mehr vertraut war und aktuelle Bezüge fehlten. Für die BBC solle sie angeblich 18 Features produziert haben.

### Deutschsprachige Kulturarbeit und soziale Verantwortung
In London war Fischer während des Krieges in der deutschsprachigen Emigrantenorganisation Freier Deutscher Kulturbund eine Mitgründerin des Club 1943, einer von deutschsprachigen Emigranten gegründeten kulturellen Vereinigung, in der sich die nichtkommunistischen Schriftsteller zusammenschlossen. Lange Jahre war Fischer ein Vorstandsmitglied dieser Vereinigung, dessen Mitglieder vor der Emigration vorwiegend im Kultursektor tätig waren und die es als Aufgabe sahen, die deutsche Kultur zu bewahren.
Die Verschickung der Kinder Londons aufs Land während der Bombenangriffe machte das bis dahin oft verborgene Problem behinderter Kinder erstmals sichtbar. Da sich Fischer schon immer für Kinder interessiert hatte, erhielt sie eine Anfragen, bei der Betreuung behinderter Kinder mitzuhelfen. Ab 1944 arbeitete Fischer in der heilpädagogischen Betreuung mit geistig behinderten Kindern, die ihr von Ärzten oder Privatpersonen vermittelt worden waren und derer sich sonst niemand annehmen wollte. Meist gelang es ihr, die vorhandenen Lebenskräfte der Kinder innerhalb ihrer Grenzen zu stärken, was ihr aufgrund ihres großen Interesses an menschlichem Verhalten und Begabung viel bedeutete. Zudem veröffentlichte sie Fachartikel zur Kinderpsychologie, unter anderem in der Zeitschrift Praxis der Kinderpsychologie. 1968 erschien ihr Buch Die Armen im Geiste über ihre Arbeit mit Schwachbegabten. Daneben veröffentlichte sie aber auch Gedichte und Kurzgeschichten – unter anderem in der Berliner Illustrirten, im Uhu und in der Vossischen Zeitung. Weiters pflegte sie eine Freundschaft mit dem Prager Exilautor H. G. Adler.
Im Jahr 1949 erhielt sie die britische Staatsangehörigkeit und arbeitete später erneut als Lektorin eines britischen Verlages. Außerdem war sie Mitglied des Deutschen P.E.N.-Clubs in London.

### Tod und Nachlass
Am 28. März 1977 starb Fischer im Alter von 84 Jahren in London.
Ein Teilnachlass – 22 Kästen – befindet sich heute im Deutschen Literaturarchiv Marbach.

## Schriften (Auswahl)
- Nicht traurig sein. 1933, Vorabdruck im Berliner Börsen-Courier und im Prager Tagblatt
- Joseph Amiel (Pseudonym): Palästina: Das erlaubte Land. Europäischer Merkur, Paris 1934.
- Zalman Shneour: Noah Pandre. Roman. Aus dem Jiddischen übersetzt von Grete Fischer und Joseph Leftwich. Brandussche Verlagsbuchhandlung, Berlin 1937, Vorabdruck in der Jüdischen Rundschau, ab 18. August 1936
- Margaret Fisher: Banana Circus. In der Reihe How Things Are Made. Fotos von Henry Rox, G. P. Putnam’s Sons, New York 1940; Neuauflage: Hammond, Hammond & Comp. Ltd, London 1943.
- Margaret Fisher: What a thread can do. In der Reihe How Things Are Made. Fotos von Anneli Bunyard, Zeichnungen von Patric O’Keeffe. Collins, London, Glasgow 1945.
- Margaret Fisher: The bread we eat. In der Reihe How Things Are Made. Fotos von Douglas Glass, Zeichnungen von Patric O’Keeffe. Collins, London, Glasgow 1945.
- Margaret Fisher: Break the Pot – make the Pot. In der Reihe How Things Are Made. Fotos von Douglas Glass, Zeichnungen von Elizabeth. Collins, London, Glasgow 1946.
- Edward Lear: Wie nett, Herrn Lear zu kennen: Reime und Geschichten. Übersetzung und Nachdichtungen von Grete Fischer. Ernst-Heimeran-Verlag, München 1965.
- Scholem Alejchem: Mottl der Kantorssohn. Übersetzung aus dem Jiddischen. Insel Verlag, Frankfurt am Main 1965.
- Dienstboten, Brecht und andere: Zeitgenossen in Prag, Berlin, London. Walter Verlag, Olten, Freiburg i. Br. 1966.
- Die Schuld der Gerechten: Gedichte. J. G. Bläschke Verlag. Darmstadt 1974.
- Vermächtnisse. Späte Gedichte. J. W. Brown. Darlington 1977.